# Walter Zigelli
Walter Zigelli (Joaçaba, 3 de novembro de 1933 - Florianópolis, 18 de abril de 2019) foi um advogado e político brasileiro.

## Vida
Filho de Guilherme Zigelli e de Olga Zigelli, bacharelou-se em direito pela Universidade Federal de Santa Catarina. Casou com Alba Lígia Zigelli, com quem teve filhos.

## Carreira
Foi deputado à Assembleia Legislativa de Santa Catarina na 5ª legislatura (1963 — 1967), eleito pela União Democrática Nacional (UDN).